# Sammlung Lothar Schirmer
Die Sammlung Lothar Schirmer ist die Privatsammlung des Münchener Verlegers Lothar Schirmer.

## Sammlung

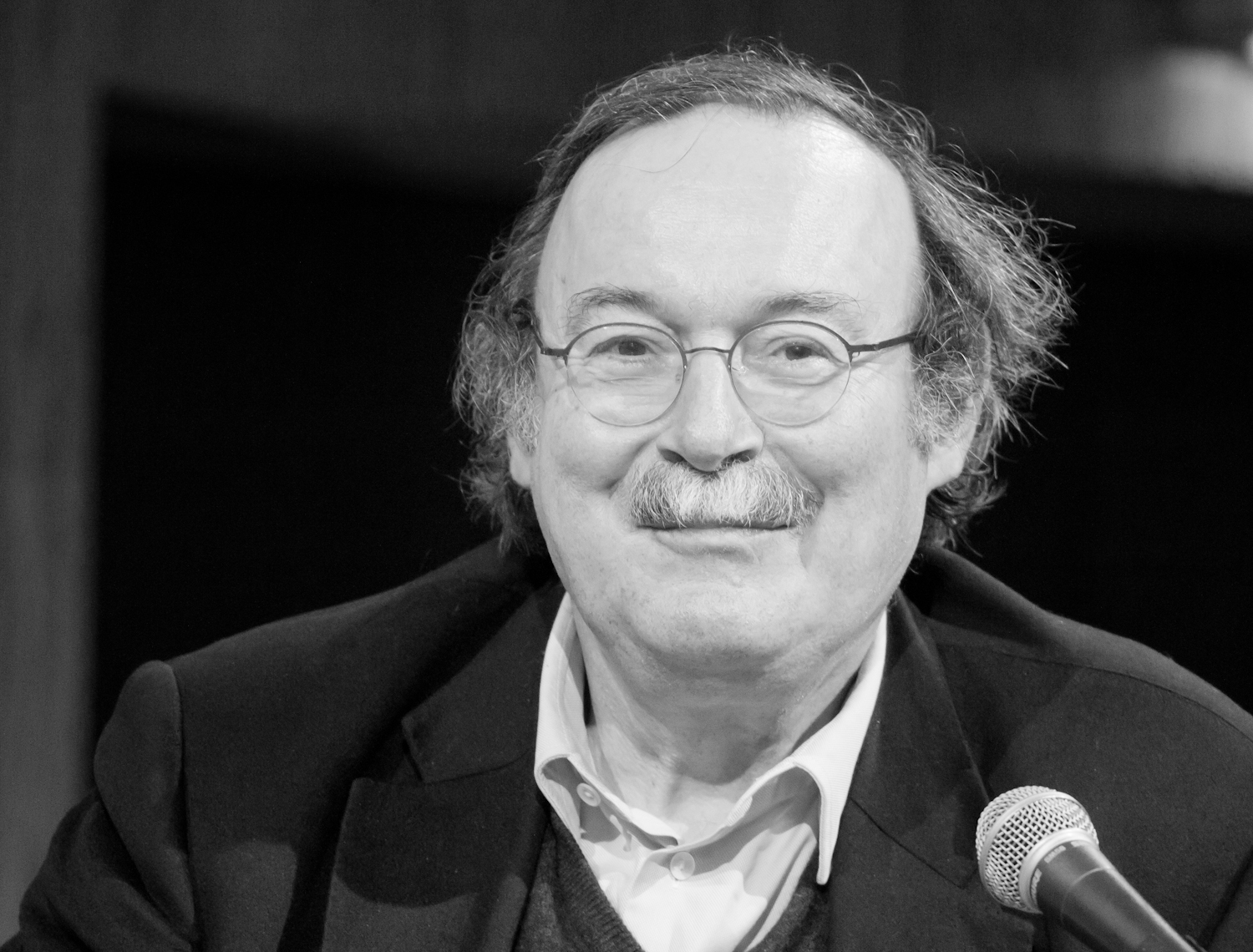
Lothar Schirmer Ende 2013

Der Grundstock der nur teilweise öffentlichen Kunstsammlung des 1945 in Schmalkalden geborenen passionierten Sammlers Lothar Schirmer wurde 1969 und 1972 durch erste Ankäufe von Zeichnungen von Cy Twombly und Joseph Beuys gelegt, wobei sich in der Folgezeit ein Schwerpunkt auf Fotografie bildete.
Die Sammlung enthält umfangreiche Werkgruppen von Joseph Beuys, Cindy Sherman und Cy Twombly, aber auch Arbeiten von John Cage, Walter De Maria, August Sander, den Bechers, Erwin Heerich, Lothar Baumgarten, Hanne Darboven, Hans-Peter Feldmann, Gerhard Richter, Jeff Wall, Thomas Struth, Laurenz Berges, Andreas Gursky, Jörg Sasse u. a.
Schirmer tritt neben seiner Verlagsleitung im 1974 mit Erik Mosel gegründeten Schirmer/Mosel Verlag auch als Autor, Beiträger und Kurator hervor. Aus der Sammlung ergeben sich auch Ausstellungen in der dem Verlag zugehörigen Galerie Schirmer/Mosel Showroom in München.

## Ausstellungen
- Von Beuys bis Cindy Sherman. Sammlung Lothar Schirmer, Kunsthalle Bremen, 16. Mai bis 25. Juli 1999
- Von Beuys bis Cindy Sherman. Sammlung Lothar Schirmer, Städtische Galerie im Lenbachhaus, München, 7. August bis 26. September 1999[2]
- „Die Düsseldorfer Schule. Photographien 1970 – 2008 aus der Sammlung Lothar Schirmer“, Bayerische Akademie der Schönen Künste, München, 12. November 2009 bis 14. Februar 2010
- Lothar Baumgarten. Land of the spotted eagle. Werke aus der Sammlung Lothar Schirmer, 2024, Von der Heydt-Museum, Wuppertal